# The Pit and the Pendulum (1961)
The Pit and the Pendulum (br: Mansão do Terror) é um filme de terror norte-americano de 1961. Dirigido por Roger Corman. Vagamente baseado no conto clássico de Edgar Allan Poe  do mesmo nome.
Este filme foi o segundo de uma série de adaptações populares feitas para o cinema pelo diretor Roger Corman e a sua produtora American International Pictures. Em 1960 Corman havia filmado a House of Usher, do conto homônimo.  Muitos técnicos da equipe do primeiro filme trabalharam também nesta nova produção: o editor Floyd Crosby, o diretor artístico Daniel Haller e o compositor Les Baxter. Com o sucesso de The Pit and the Pendulum, a série continuaria com mais seis filmes, cinco deles protagonizados por Vicent Price.  Em 1965 foi feita a última produção, The Tomb of Ligeia. Veja aqui os outros filmes.

## Sinopse
O filme se passa num velho castelo na Espanha do século XVI. Francis Barnard, o jovem cunhado inglês de Nícolas Medina (filho do carrasco da Inquisição Espanhola Sebastian Medina), vem ao castelo ao saber da repentina e misteriosa morte de sua irmã Elisabeth. Barnard desconfia de Nícolas que, apesar de dizer ter amado sua irmã, apresenta sinais de instabilidade por ter visto a mãe ser morta por seu pai.

## Elenco
- Vincent Price...Nicholas/Sebastian Medina
- Barbara Steele...Elizabeth
- John Kerr...Francis Barnard
- Luana Anders...Catherine Medina
- Antony Carbone..Doutor Leon
- Patrick Westwood

### Outras adaptações de Corman
- The Premature Burial (1962)
- Tales of Terror (1962) (br.: Muralhas do Pavor)
- The Raven (1963) (br.: O corvo),
- The Haunted Palace (1963) (br.: O Castelo Assombrado) - referido como de Poe, mas na verdade baseado em história de H. P. Lovecraft
- The Masque of the Red Death (1964),
- The Tomb of Ligeia (1965).